# After Stonewall
After Stonewall – amerykański film dokumentalny w reżyserii Johna Scagliottiego z 1999 r.